# 金城埠頭車站

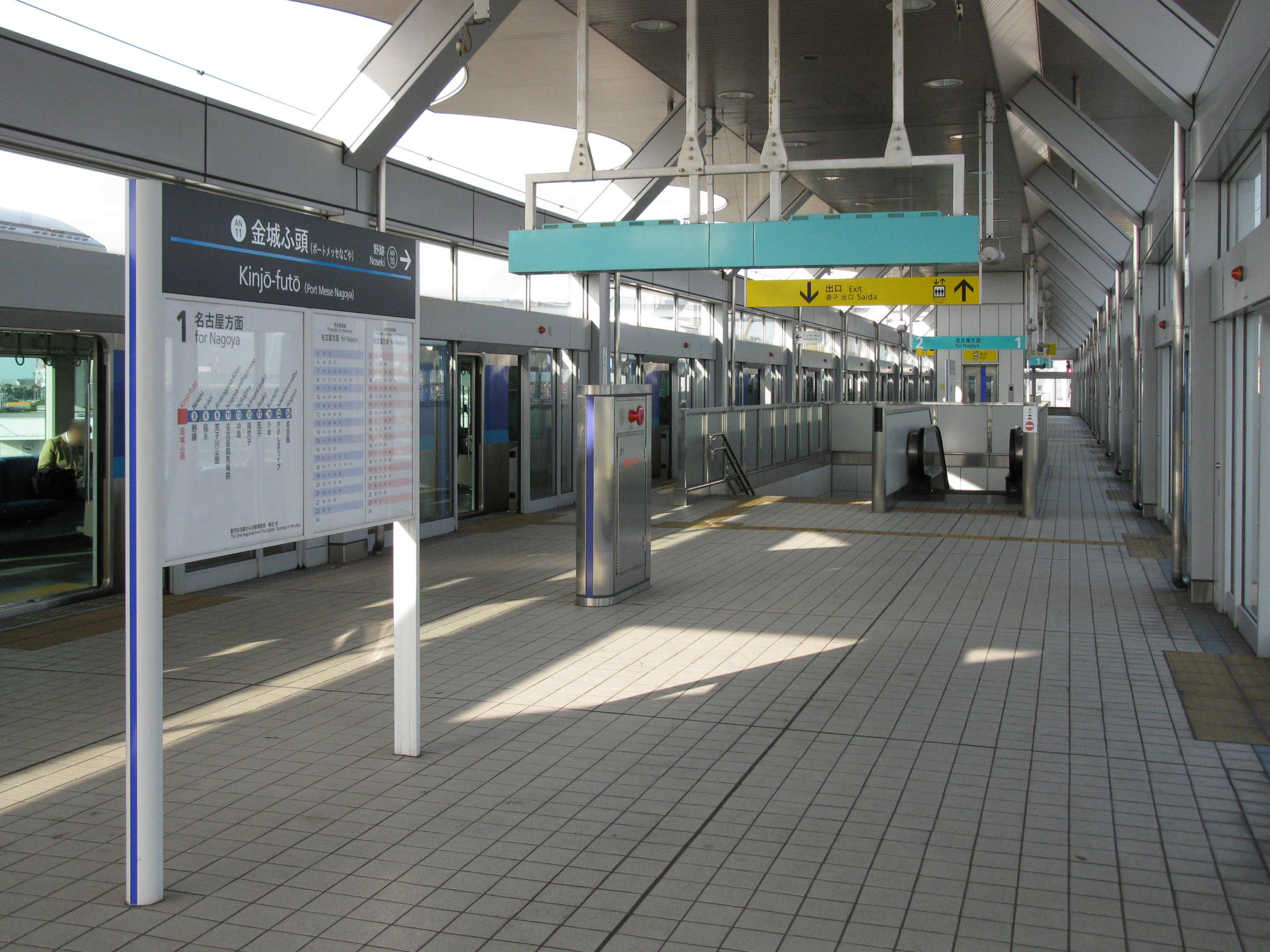
月台 (2010年3月)

金城埠頭站（日语：／ Kinjō-futō eki */?）是位於愛知縣名古屋市港區金城埠頭，屬於名古屋臨海高速鐵道西名古屋港線（青波線）的沿線車站。車站編號為AN11。本站為青波線的終點站，全天皆有站務員管理本站，並兼管巡查野跡車站。

## 車站構造
本站為1面2線島式月台的高架車站設計。站内設置電梯1座以配合無障礙環境。1號及2號月台為確保乘客候車安全，皆有設置可動式的月台門。

### 月台配置
| 月台 | 路線                    | 目的地     |
| ---- | ----------------------- | ---------- |
| 1、2 | ■西名古屋港線（青波線） | 名古屋方向 |

## 使用情況
| 年度               | 上車人次 | 上車人次  |
| 年度               | 1日平均  | 每年度    |
| ------------------ | -------- | --------- |
| 2004年（平成16年） | 1,562    | 276,484   |
| 2005年（平成17年） | 1,065    | 388,650   |
| 2006年（平成18年） | 1,013    | 369,850   |
| 2007年（平成19年） | 1,363    | 498,848   |
| 2008年（平成20年） | 1,140    | 416,143   |
| 2009年（平成21年） | 1,146    | 418,301   |
| 2010年（平成22年） | 1,290    | 470,844   |
| 2011年（平成23年） | 2,120    | 775,931   |
| 2012年（平成24年） | 1,769    | 645,793   |
| 2013年（平成25年） | 1,953    | 712,707   |
| 2014年（平成26年） | 2,030    | 741,123   |
| 2015年（平成27年） | 2,228    | 815,468   |
| 2016年（平成28年） | 2,511    | 916,408   |
| 2017年（平成29年） | 4,197    | 1,531,933 |
| 2018年（平成30年） | 3,825    | 1,395,985 |

## 車站周圍之主要設施
本站位於名古屋港之金城埠頭，並位處在舉辦市集、汽車展等之名古屋市國際展示場（Port Messe Nagoya）之東側。站區因受限於所在之處，因此附近無住宅區。JR東海於此站旁設置「磁浮列車與鐵道館～夢想與回憶之博物館」（2011年3月14日開館）。到2017年4月，名古屋LEGOLAND Japan 開幕，加上休閒商場Maker's Pier開業，車站人流大增。 
- 名古屋市國際展示場（日语：名古屋市国際展示場）（Port Messe Nagoya）
- 磁浮列車與鐵道館～夢想與回憶之博物館（磁浮·鐵道館）
- Furniture dome 傢俬店
- 金城埠頭中央綠地
- 名古屋港金城埠頭港灣勞工福利中心
- 伊勢灣岸自動車道名港中央交流道

## 相鄰車站
名古屋臨海高速鐵道
■西名古屋港線（青波線）
野跡（AN10）－金城埠頭（AN11）

## 外部連結
- 金城埠頭站 （页面存档备份，存于） - 名古屋臨海高速鐵道